# Теннер, Иеремий Карлович
 Иеремий Карлович Теннер  (8 апреля 1836, Минская губерния — 28 сентября 1903, Берлин) — российский военный, генерал-лейтенант. Участник подавления польского восстания и русско-турецкой войны.

## Биография
Происходил из дворян Минской губернии. Сын генерала от инфантерии Карла Ивановича Теннера (1783—1860) и Екатерины Еремеевны Савоини (1803—1876), дочери генерала Е. Я. Савоини.
После окончания Пажеского корпуса, 17 июня 1854 года определён прапорщиком в лейб-гвардейский Финляндский полк. 26 мая 1863 года назначен командиром 3 батальона. 3 января 1864 года командир 11-й роты, а 21 августа роты Его Высочества.
5 января 1868 года назначен членом полкового суда, а 31 августа 1869 года — председателем этого суда. С 11 декабря того же года — исполняющий должность младшего штаб офицера в своём полку, а с 12 декабря 1870 года — флигель-адъютант. 28 марта 1871 года произведён в полковники.
19 марта 1872 года назначен командующим 2-м батальоном. 19 марта 1877 года назначен командиром 115-го Вяземского пехотного полка, а 27 октября того же года — стрелкового батальона.
18 июля 1878 года стал командующим лейб-гвардии Финляндского полка. 30 августа 1881 года произведён в генерал-майоры, с утверждением в должности командира полка. 11 мая 1886 года назначен командиром 2-й бригады 2-й гвардейской пехотной дивизии. С 29 сентября 1888 года — запасной член главного военного суда. 1 декабря 1891 года зачислен в списки лейб-гвардейского 2-го стрелкового батальона.
7 мая 1891 года отчислен от должности командира лейб-гвардейского Финляндского полка. 1 октября 1892 года назначен временным членом главного военного суда на полгода. 8 марта 1893 года назначен состоять по Военному министерству с оставлением по гвардейской пехоте.
30 августа того же года произведён в генерал-лейтенанты. 27 февраля 1898 года назначен почётным опекуном Санкт-Петербургского присутствия опекунского совета, с оставлением по гвардейской пехоте.
Скончался в Берлине 28 сентября 1903 года. Похоронен в Санкт-Петербурге на Новодевичьем кладбище.

## Награды
- Орден Святой Анны 4-й ст. с надписью за храбрость (1863)
- Орден Святого Владимира 4-й ст. с мечами и бантом (1863)
- Орден Святой Анны 2-й ст. (1872)
- Императорский австрийский орден Франца Иосифа (1874)
- Золотое оружие «За храбрость» за переход через Балканы (1878)
- Орден Святого Владимира 3-й ст. с мечами за отличие под Филипполем (1878)
- Орден Спасителя 3-й ст. (1880)
- Орден Святого Станислава 1-й ст. (1885)
- Орден Святой Анны 1-й ст. (1887)
- Орден Короны (Пруссия) 2-й ст. со звездой (1888)
- Орден Святого Владимира 2-й ст. (1890)
- Орден Белого орла (1896)
- Орден Святого Александра Невского (1901)
- Орден Благородной Бухары 1-й ст. (1896)
- Медаль «В память царствования Императора Николая I»
- Медаль «В память царствования императора Александра III»
- Медаль «В память войны 1853—1856»
- Медаль «За усмирение польского мятежа»
- Медаль «В память русско-турецкой войны 1877—1878»